# TSV 1860 Hanau
Der TSV 1860 Hanau ist ein Turn- und Sportverein aus der Stadt Hanau im Rhein-Main-Gebiet in Hessen. Überregional bekannt wurde der vor allem im Stadtteil Lamboy/Tümpelgarten verwurzelte Verein in erster Linie durch seine – vor dem Zweiten Weltkrieg erfolgreiche – Fußballabteilung.

## Vereinshistorie
Bereits 1840 wurde der Verbund Association der Cigarrenarbeiter gegründet, der vom TSV 1860 Hanau als sein legitimer Rechtsvorgänger angegeben wird. Aufgrund einer Denunziation 1851 wurden 20 Mitglieder in der Gaststätte Zur Weißen Taube verhaftet und vor ein Kriegsgericht in Kassel gestellt. Nachdem ihre Unschuld festgestellt worden war, konnten die Mitglieder nach Hanau zurückkehren. Bei dieser Verhaftung wurde die Vereinskasse mit 1048,91 fl. konfisziert, die bis heute verschwunden ist. Aufgrund der fehlenden Mittel musste der Cigarrenarbeiterverein aufgelöst werden. Die Vereinsfahne des Hanauer Tabakverein wurde 1860 dann die Vereinsfahne des neu gegründeten Turnvereins der Cigarrenarbeiter Hanau.
Die Gründung des TSV 1860 Hanau erfolgte am 9. November 1860 unter der Bezeichnung Turnverein der Cigarrenarbeiter Hanau. 1878 erfolgte die Umbenennung in Turnverein Hanau und 1881 die Abspaltung eines Teils der Mitglieder, die sich als Turngesellschaft Hanau 1881 selbständig machten. Im Jahr 1905 entstand beim Turnverein Hanau eine Fußballabteilung.
Am 20. August 1922 fanden die separat bestehenden Vereine wieder zueinander und fusionierten unter der Bezeichnung Turn- und Sportvereinigung Hanau. Doch bereits 1924 kam es im Zuge der sogenannten „reinlichen Scheidung“ zu einer erneuten Spaltung in Sport 1860 Hanau und TV 1860 Hanau. Sport wiederum fusionierte nach nur vier Jahren, am 25. Februar 1928, mit dem Fußball-Club Viktoria 1894 zur Spielvereinigung 1860/94 Hanau. Übernommen wurde bei dieser Fusion der Sportplatz an der Freigerichtstraße in Hanau, der bereits 1904 eingeweiht wurde und zu den ältesten Spielfeldern in Deutschland zählte. 1934 schlossen sich die Fußballer der Spielvereinigung 1860/94 wieder dem Turnverein 1860 Hanau an.
Am 23. März 1957 wurde der Vereinsname in Turn- und Sportverein 1860 Hanau geändert.

## Geschichte der Fußballabteilung
Hanau gehörte zu den frühen Hochburgen des Fußballs in Deutschland, der ab den 1890er Jahren allmählich in den Städten des Kaiserreichs seine Anhänger fand. 1894, ein Jahr nach der Gründung des örtlichen Pioniervereines FC Hanau 93, wurde der FC Viktoria 1894, einer der Vorgängervereine des heutigen TSV 1860, aus der Taufe gehoben. Dieser Verein war am 28. Januar 1900 eines der Gründungsmitglieder des Deutschen Fußball-Bunds (DFB).
Obwohl die Mannschaft des FC Viktoria meist im Schatten der überaus erfolgreichen 93er stand, bewegte sie sich stets auf Augenhöhe mit den besten Vereinen der Region und spielte bis zum Ersten Weltkrieg sowie anschließend bis 1923 sowie zuletzt 1926/27 in der jeweils höchsten Spielklasse des Verbands Süddeutscher Fußball-Vereine (VSFV). Der größte sportliche Erfolg der Viktoria war der Gewinn der Nordkreismeisterschaft 1909/10 und der damit verbundene Einzug in die Endrunde um die „Süddeutsche“, wo man allerdings hinter dem späteren deutschen Meister Karlsruher FV, dem FC Bayern München und dem VfR-Vorläufer Mannheimer FG 1896 nur den letzten Platz belegte.
Durch den Beitritt des Vereins Melita Hanau zum Turnverein Hanau im Jahr 1905 war zwischenzeitlich eine Fußballabteilung entstanden, die allerdings erst 1912 dem VSFV beitrat und sportlich erst nennenswert in Erscheinung trat, nachdem 1924 die Trennung von den Turnern vollzogen war und man nunmehr unter dem Namen Sport 1860 antrat.
Die Motivation zur am 25. Februar 1928 vollzogenen Fusion von Viktoria 94 und Sport 1860 kam vor allem dadurch zustande, dass die Viktorianer 1927 aus der höchsten Klasse abgestiegen waren, in die die „Sportler“ zum selben Zeitpunkt aufgestiegen waren. Durch die Bündelung der Kräfte wollte man sich nun dauerhaft im Spitzenfußball behaupten, doch am Ende der Saison 1928/29 stieg auch das fusionierte Team ab.
Der Verein spielte von 1939 bis 1941 in der Gauliga Hessen-Süd und 1941/42 in der Gauliga Hessen-Nord, ehe auch hier der Abstieg erfolgte.
Nach dem Krieg startete die Mannschaft 1945/46 in der zweitklassigen Landesliga, stieg jedoch bereits nach zwei Spielzeiten ab und verschwand allmählich immer tiefer in den unteren Ligen. In der Spielzeit 2017/18 stieg die Fußballmannschaft des TSV 1860 Hanau in die Kreisliga A Hanau ab.
So galt die letzte große Aufmerksamkeit der Medien auch nicht den sportlichen Leistungen, sondern der Tatsache, dass am 30. August 2002 im Beisein des aus der Nachwuchsabteilung des Vereins hervorgegangenen Talents Rudi Völler die vereinseigene Rudi-Völler-Sportanlage eingeweiht wurde. Bereits 1990 war Rudi Völler zum Ehrenmitglied ernannt worden, sein Vater Kurt Völler vier Jahre später.